# Neusiedl an der Zaya
Neusiedl an der Zaya – gmina targowa w Austrii, w kraju związkowym Dolna Austria, w powiecie Gänserndorf. Liczy 1 231 mieszkańców (1 stycznia 2014).